# Moorslede
Moorslede este o comună neerlandofonă situată în provincia Flandra de Vest, regiunea Flandra din Belgia. La 1 ianuarie 2008 avea o populație totală de 10.840 locuitori. 

## Geografie
Comuna actuală Moorslede a fost formată în urma unei reorganizări teritoriale în anul 1977, prin înglobarea într-o singură entitate a 2 comune învecinate. Suprafața totală a comunei este de 35,34 km². Comuna este subdivizată în secțiuni, ce corespund aproximativ cu fostele comune de dinainte de 1977. Acestea sunt:
| - I. Moorslede - III. Slypskapelle - II. Dadizele |

Localitățile limitrofe sunt:
| - Comuna Roeselare: - a. Roeselare - b. Rumbeke - Comuna Ledegem: - c. Ledegem - Comuna Wevelgem: - d. Moorsele - Comuna Wervik: - e. Geluwe - Comuna Zonnebeke: - f. Beselare - g. Passendale |

1. ↑  GeoNames, accesat în 17 noiembrie 2022